# Mo Gallini
Mo Gallini, nome artístico de Mohamed Ghalayini (Miami, Florida, 15 de Fevereiro de 1966). Mo Gallini (muitas vezes creditado como Matt Gallini) é um ator americano mais conhecido por seu papel como Enrique no filme de ação 2 Fast 2 Furious, dirigido por John Singleton.

## Biografia
Mo nasceu em Miami, Florida. Nascer com dupla etnia lhe deu uma vantagem, a oportunidade de conhecer a vida fora dos Estados Unidos em uma idade jovem. Seu pai era do Líbano e sua mãe é uma nova-iorquina de origem cubana. Estudou na Universidade da Flórida entre 1983-1985 antes de se mudar para Los Angeles com sua família. Depois de se mudar, Gallini conheceu o diretor David Anspaugh, que lhe ofereceu seu primeiro papel no filme de 1993, "Rudy". Gallini retratou mais de cinquenta personagens de televisão e cinema.
Na televisão, Mo teve papéis recorrentes em 24 horas, Chase, Hospital Geral e The Young and the Restless. Suas atribuições como ator convidado incluem CSI: NY, Weeds , NCIS, Tubarão, The District, JAG, Arquivo X, Brooklyn Sul e Seinfeld .

### Filmografia
| Ano       | Título                                     | Papel                                  | Notas                                                                    |
| --------- | ------------------------------------------ | -------------------------------------- | ------------------------------------------------------------------------ |
| 1993      | Rudy                                       | Jogador de futebol do Notre Dame       | Não creditado                                                            |
| 1994      | Seinfeld                                   | Tough Guy                              | Um episódio; como Matt Gallini                                           |
| 1995      | Crimson Tide                               | Seaman Kuhne                           | não creditado                                                            |
| 1995      | Land's End                                 | Tomas                                  | Um episódio; como Matt Gallini                                           |
| 1995      | Powderburn                                 | Rick                                   | como Matt Gallini                                                        |
| 1996      | The Rockford Files: Friends and Foul Play  | Nicky Z                                | como Matt Gallini                                                        |
| 1996-2001 | NYPD Blue                                  | Agente da INS, Mike Torres/Jay Dolinky | Dois episódios; como Matt Gallini                                        |
| 1997      | Flipping                                   | Amigo de Ray-Ray's #2                  | como Matt Gallini                                                        |
| 1997      | Melrose Place                              | Burt                                   | Um episódio; como Matt Gallini                                           |
| 1997      | Profiler                                   | Atlanta Cop                            | Um episódio; como Matt Gallini                                           |
| 1997      | Brooklyn South                             | Third Killer                           | Um episódio; como Matt Gallini                                           |
| 1997      | Alien Avengers                             | Alley Hood #1                          | como Matt Gallini                                                        |
| 1998      | Mike Hammer, Private Eye                   | Robo Baroni                            | Dois episódios; como Matt Gallini                                        |
| 1998      | Poodle Springs                             | J.D.                                   | como Matt Gallini                                                        |
| 1998      | Beverly Hills, 90210                       | Repo Man                               | Um episódio; como Matt Gallini                                           |
| 1999      | Babylon 5: A Call to Arms                  | Rolf                                   | como Matt Gallini                                                        |
| 1999      | Arquivo X                                  | Hood                                   | Um episódio; como Matt Gallini                                           |
| 1999      | Clubland                                   | Henchman #1                            | como Matt Gallini                                                        |
| 1999      | End of Days                                | Monk                                   | como Matt Gallini                                                        |
| 1999-2002 | V.I.P.                                     | Hoag/Drug Dealer #1                    | Dois episódios; como Matt Gallini                                        |
| 2000      | Yup Yup Man                                | Boxer                                  | como Matt Gallini                                                        |
| 2000      | A Better Way to Die                        | Laslov                                 | como Matt Gallini                                                        |
| 2000      | JAG                                        | Mustafa Al-Jimri                       | Um episódio; como Matt Gallini                                           |
| 2001      | General Hospital                           | Wes                                    | Três episódios; como Matt Gallini                                        |
| 2001      | Nash Bridges                               | Tucker Kite                            | Um episódio; como Matt Gallini                                           |
| 2001      | Mulholland Drive                           | Castigliane Limo Driver                | como Matt Gallini                                                        |
| 2001      | The District                               | Tony Enzo                              | Um episódio; como Matt Gallini                                           |
| 2002      | You Got Nothin'                            | Javier                                 | como Matt Gallini                                                        |
| 2002      | Warrior                                    | Chavez                                 | como Matt Gallini                                                        |
| 2002      | Father Lefty                               |                                        | como Matt Gallini                                                        |
| 2003      | 2 Fast 2 Furious                           | Enrique                                | como Matt Gallini                                                        |
| 2005      | 24                                         | Abdul Mahnesh                          | Três episódios; as Matt Gallini                                          |
| 2006      | 07                                         | Al                                     | Short; como Matt Gallini                                                 |
| 2007      | Shark                                      | Theo Samaha                            |                                                                          |
| 2007      | NCIS                                       | Andre Jones                            | Um episódio                                                              |
| 2007      | Rabia                                      | Wafiq                                  | Curta                                                                    |
| 2008      | Drillbit Taylor                            | Male Police Officer on Bluff           | Como Matt 'Mo' Gallini                                                   |
| 2008      | Marco Polo                                 | Marco Polo 2000's                      |                                                                          |
| 2008      | East L.A.                                  | Victor Guzman                          |                                                                          |
| 2008      | ER                                         | Guy                                    | Um episódio                                                              |
| 2008      | Legacy                                     | Suhart                                 | como Matt Gallini                                                        |
| 2008      | Get Smart                                  | Drug Lord                              | Não creditado                                                            |
| 2008      | Selfless                                   | Wesley Stone                           | Venceu na categoria de melhor ator coadjuvante em 2008 BendFilm Festival |
| 2008      | Cinco de Mayo                              | Raul                                   | Curta                                                                    |
| 2009      | Fuel                                       | Coach Marquez                          |                                                                          |
| 2009      | Majestic and the Masked Man                | Santiago Marquez/El Lobo               | Curta                                                                    |
| 2010      | Weeds                                      | Daniel                                 | Um episódio                                                              |
| 2010      | CSI: NY                                    | Mitch Barrett                          | Um episódio                                                              |
| 2010      | Los Angeles                                | Toupe                                  |                                                                          |
| 2011      | Chase                                      | Hector Torres                          | Dois episódios                                                           |
| 2011      | NCIS: Los Angeles                          | Boss                                   | Um episódio                                                              |
| 2011      | In My Pocket                               | Tony Eyebrow                           |                                                                          |
| 2011      | Deadline                                   | Sy                                     |                                                                          |
| 2012      | Treasure Buddies                           | Tarik                                  |                                                                          |
| 2012      | Seal Team Six: The Raid on Osama Bin Laden | Interrogador                           |                                                                          |
| 2012      | Chicago Fire                               | Jose Vargas                            | Recorrente                                                               |
| 2013      | Lurid                                      | Detetive Vasquez                       |                                                                          |
| 2013      | Mentryville                                | Sanchez                                |                                                                          |